# Catedral de Sant Feliu de Llobregat
La Catedral de Sant Feliu de Llobregat o Església Catedral de Sant Llorenç és un edifici religiós situat a la Plaça de la Vila de Sant Feliu de Llobregat i dedicat al Sant Llorenç.

## Història
Els inicis de la devoció a sant Llorenç, apareixen en un testament de l'any 1277, en disposar que el cos fos sepultat en una capella de Sant Feliu, sota l'advocació de sant Llorenç. El 19 de març de 1524 és aprovada la fundació de l'església parroquial, ja que fins aleshores el terme d'aquesta població havia estat dividit entre les parròquies de Sant Just Desvern i Sant Joan Despí.
El 1862 l'església va ser objecte d'una important reforma d'ampliació, s'encarregà del projecte l'arquitecte Josep Simó i Fontcuberta o Francesc Renart. Aquesta església fou destruïda el juliol de 1936, amb l'inici de la guerra civil espanyola, i només en va quedar el campanar.

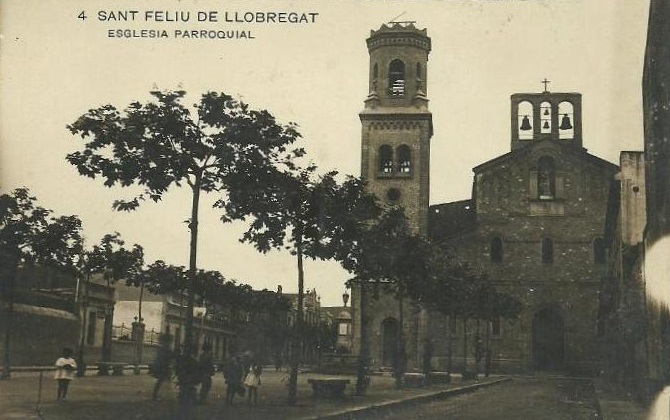
L'església de Sant Llorenç, abans de ser cremada pels revolucionaris l'any 1936.

El dia 11 de juny de 1939 es va posar la primera pedra de l'actual edifici i a partir de 1940, essent rector Mn. Lluís Brugaroles i sota la direcció de l'arquitecte Josep Ros, es van iniciar les obres de construcció de la nova església parroquial de Sant Llorenç.
El 22 de juny de 1941 es va beneir l'actual capella del Santíssim i finalment, el 26 de maig de 1946 el bisbe de Barcelona Gregori Modrego va presidir-ne la dedicació. La vigília es van beneir les campanes.
L'acabament de l'obra es va fer l'any 1955, amb les capelles de la Mare de Déu de Montserrat i del Sagrat cor. Posteriorment, la reforma més important que s'hi va fer va ser l'adequació a les noves directrius litúrgiques del Concili Vaticà II, moment en què el pintor local Joan Torras pinta la cena que presideix l'actual capella del Santíssim.
El 15 de juny de l'any 2004 una butlla del papa Joan Pau II decretava l'escissió de 9 arxiprestats de l'Arxidiòcesi de Barcelona per a crear el nou bisbat de Sant Feliu, amb seu a la ciutat de Sant Feliu de Llobregat. La mateixa butlla va elevar al rang de catedral la que fins aquell moment era l'església parroquial de Sant Llorenç a Sant Feliu de Llobregat, sense fer-hi modificacions.
El 26 de maig de 2005 el bisbe de Sant Feliu Agustí Cortès en va beneir la càtedra convertint-se així en la catedral més jove de Catalunya.

## Arquitectura

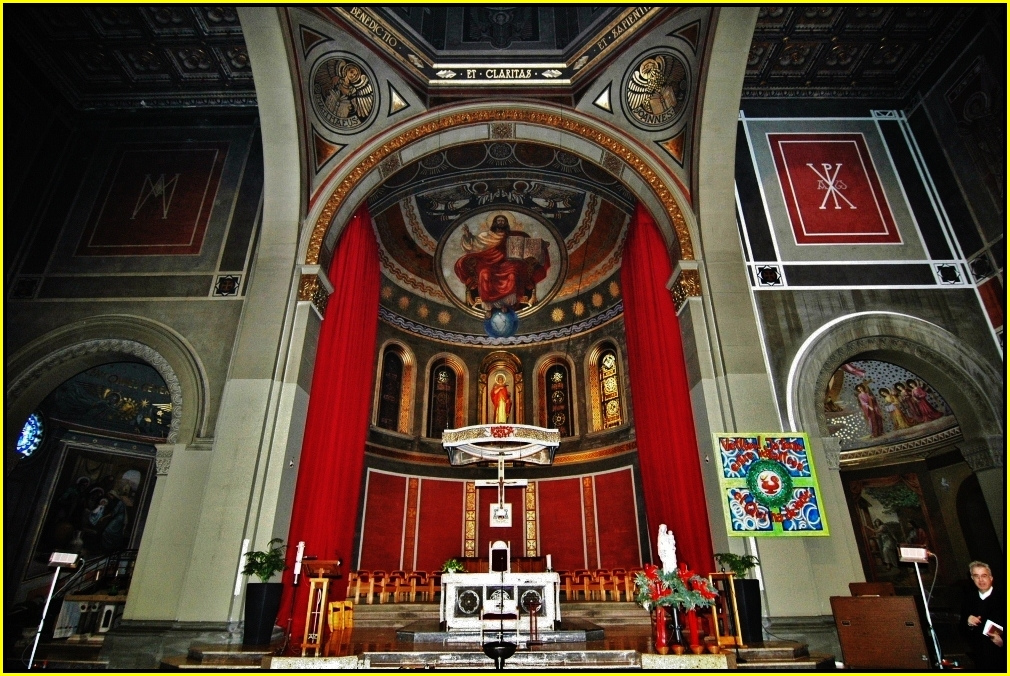
Vista interior del presbiteri i l'absis. Noteu a la part superior de la imatge part del cimbori vuitavat i el teginat del sostre del creuer.

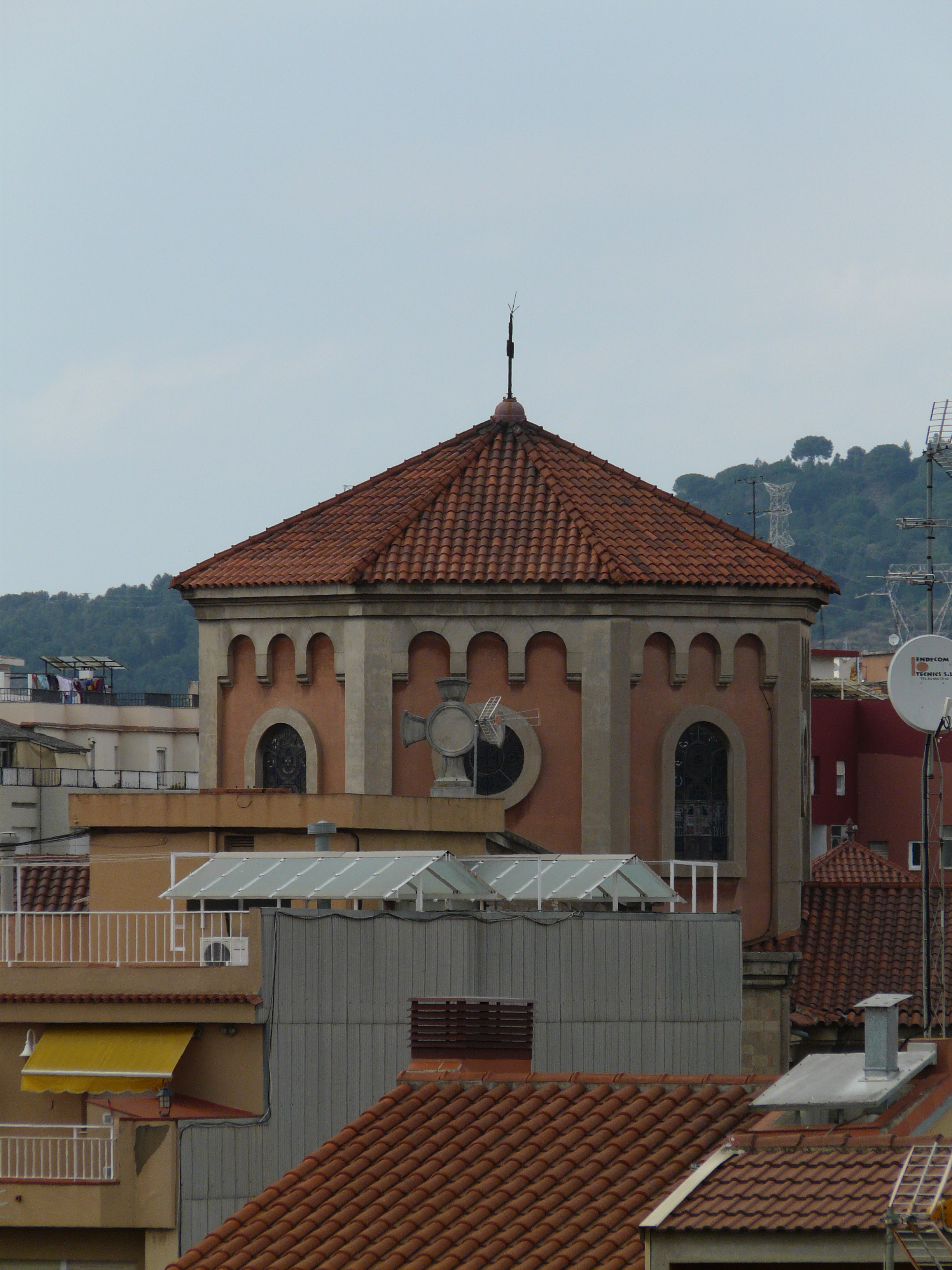
El cimbori, vist des dels pisos Bertrand.

Amb un regust historicista, d'estil neomedieval amb ressonàncies romanes d'Orient, la catedral de Sant Feliu fa 45 m de llarg, 32 m d'ample i 26 m d'alt i consta de tres naus, amb transsepte, absis semicircular amb dues absidioles i cimbori poligonal sobre el creuer.
La coberta de la nau central és un traginat pla de cassetons de fusta ornamentats.
Com a curiositat, es pot mencionar que l'edifici no es va fer de pedra sinó amb blocs formats amb ciment i sorra del Llobregat que els feligresos es van encarregar de portar amb carro des del riu. Tot i que les circumstàncies de la postguerra condicionaren una construcció amb materials senzills, se’n va treure el màxim partit amb una ornamentació interior esplèndida: vitralls, esgrafiats, daurats al sostre, murals pintats en les capelles i un artístic mosaic en tota l'extensió del paviment.
És decorada interiorment amb pintures al·lusives als evangelistes, i amb motius vegetals a intervals en els murs. La decoració és obra de Francesc Labarta.
La façana, a la plaça de la Vila, té una finestra triforada amb gelosies i capitells d'inspiració medieval. Sota, el portal de mig punt, amb arquivoltes i timpà. Se'n destaca sobretot el portal de mig punt amb arquivoltes i timpà esculpits, i el gran finestral triforat, amb gelosies i arcs de mig punt sobre columnes. Al costat de la façana s'alça el campanar.
La façana lateral al carrer Pi i Margall també té una portalada neoromànica que s'obre al creuer.

## Les campanes[3]
El campanar acull quatre campanes.
| Nom popular     | Nom Real    | Fonedor                    | Any  | Boca (cm) | Massa (kg) |
| --------------- | ----------- | -------------------------- | ---- | --------- | ---------- |
| Estel dels Mars | -           | Manuel Mestres (Barcelona) | 1946 | 50        | 72         |
| Llorença        | -           | Manuel Mestres (Barcelona) | 1946 | 75        | 244        |
| Rarímia         | Sant Rarimi | Paccard (França)           | 2000 | 95        | 496        |
| Petra           | Sant Pere   | Andrés Borrás              | 1791 | 108       | 729        |